# Modo mixolídio
O modo mixolídio pode referir-se a três coisas: o nome atribuído a uma das harmoniai ou tonoi da Grécia Antiga, baseado em uma determinada espécie de oitava ou escala; um dos modos eclesiásticos medievais; ou um modo musical moderno ou escala diatônica, relacionado ao modo medieval. (O modo Hipomixolídio da música medieval, por outro lado, não possui equivalente moderno.)
O modo diatônico moderno é a escala que serve de base tanto para as formas ascendente quanto descendente de Harikambhoji na música carnática, a forma clássica do sul da Índia, quanto de Khamaj na música hindustânica, a forma clássica do norte da Índia.

## Mixolídio grego
A ideia de um modo mixolídio vem da teoria musical da Grécia Antiga. A invenção do modo mixolídio grego antigo foi atribuída a Safo, a poetisa e musicista do século VII a.C.. No entanto, o que os gregos antigos entendiam por mixolídio é muito diferente da interpretação moderna do modo. O prefixo mixo- (μιξο-) significa "misturado", referindo-se à sua semelhança com o modo lídio.
Na teoria grega, o tonos mixolídio (o termo "modo" é uma designação posterior, latina) emprega uma escala (ou "espécie de oitava") correspondente à inversão do modo hipolídio grego. Em seu gênero diatônico, trata-se de uma escala descendente de paramese até hypate hypaton: no gênero diatônico, um tom inteiro (de paramese até mese) seguido por dois tetracordes lídios invertidos e conjuntos (cada um formado por dois tons inteiros seguidos de um semitom descendente). Esse gênero diatônico da escala é aproximadamente equivalente a tocar todas as teclas brancas do piano de si a si, o que também é conhecido como o modo lócrio moderno.
Nos gêneros cromático e enarmônico, cada tetracorde consiste, respectivamente, em uma terça menor mais dois semitons, e em uma terça maior mais dois quartos de tom.

## Mixolídio e Hipomixolídio medievais
O termo mixolídio foi originalmente usado para designar uma das harmoniai tradicionais da teoria grega. Mais tarde, foi apropriado (junto com outros seis nomes) pelo teórico do século II Ptolemeu, para designar seus sete tonoi ou tons de transposição. Quatro séculos depois, Boécio interpretou Ptolemeu em latim, ainda com o significado de tons de transposição, não de escalas.
Quando a teoria do cantochão começou a ser formulada no século IX, esses sete nomes, mais um oitavo — hipermixolídio (posteriormente alterado para hipomixolídio) — foram novamente reaproveitados no tratado anônimo Alia Musica. Um comentário sobre esse tratado, chamado Nova expositio, foi o primeiro a dar a esses nomes um novo sentido: o de espécies diatônicas da oitava, ou escalas. O nome mixolídio passou a ser aplicado a um dos oito modos da música sacra medieval: o sétimo modo. Esse modo não corresponde à execução das notas brancas do si ao si, como no modo grego, mas foi definido de duas formas: como a espécie diatônica da oitava de sol a sol (G–G), ou como um modo cuja final é o sol, e cujo âmbito se estende do fá abaixo da final ao sol acima, com possíveis extensões “por licença” até o lá acima e até o mi abaixo. Nesse modo, a nota ré (a tenorização do sétimo tom salmódico correspondente) exercia uma função melódica importante. Essa construção teórica medieval levou ao uso moderno do termo para designar a escala natural de sol a sol.
O sétimo modo da música litúrgica ocidental é um modo autêntico baseado e abrangendo a escala natural de sol a sol, com a quinta justa (o ré nessa escala) como dominante, nota de recitação ou tenor.
O modo plagal oitavo foi chamado de hipomixolídio (ou "mixolídio inferior") e, como o mixolídio, foi definido de duas formas: como a espécie diatônica da oitava de ré ao ré seguinte, dividida na final do modo, sol (ou seja, D–E–F–G + G–A–B–C–D); ou como um modo com final em sol e âmbito do dó abaixo da final ao mi acima, no qual a nota dó (a tenorização do oitavo tom salmódico correspondente) exercia uma função melódica importante.

## Mixolídio moderno
O modo mixolídio moderno é o quinto modo da escala maior (modo jônio). Ou seja, pode ser construído a partir do quinto grau da escala maior (o dominante). Por esse motivo, o modo mixolídio às vezes é chamado de escala dominante.
A escala mixolídia tem a fórmula:
1, 2, 3, 4, 5, 6, ♭7, 8
Ou seja, apresenta a mesma sucessão de tons e semitons da escala maior, exceto pelo sétimo grau rebaixado (sétima menor). Como resultado, o sétimo grau é um subtônica, em vez de uma sensível. A sétima menor da escala forma um trítono com o terceiro grau (a terça maior) da tonalidade. A ordem dos tons e semitons na escala mixolídia é:
tom, tom, semitom, tom, tom, semitom, tom
No modo mixolídio, as tríades sobre a tônica, a subdominante e a subtônica são todas maiores; a terça é diminuta e as demais tríades são menores. Uma progressão harmônica típica do modo mixolídio é I-♭VII-IV-V.
O modo mixolídio é comum em harmonias não clássicas, como no folk, jazz, funk, blues e rock. Também é frequentemente ouvido de forma destacada em músicas executadas na gaita de foles escocesa.
[Na progressão de blues, por] exemplo, usa-se frequentemente tríades de D mixolídio... sobre o acorde D7 (tônica), depois tríades de G mixolídio... sobre o acorde G7 (subdominante), e assim por diante.
Assim como ocorre com as escalas menor natural e menor harmônica, o modo mixolídio é frequentemente combinado com a sétima maior em cadências dominantes e perfeitas. "Wild Thing", do The Troggs, é um “exemplo perfeito”; outros incluem "Tangled Up in Blue" de Bob Dylan, "Straight Shooter" do Bad Company e "Bold as Love" de Jimi Hendrix.
Na música klezmer, os músicos se referem à escala mixolídia como o modo Adonai malakh. Nessa tradição, ela é geralmente transposta para dó, com acordes principais em dó, fá e sol com sétima (às vezes, sol menor).
Para ouvir uma escala mixolídia moderna, pode-se tocar a escala de sol maior no piano, substituindo o fá sustenido por fá natural.

## Lista de escalas Mixolídias modernas
| Tonalidade maior | Tonalidade menor | Armadura de clave | Tônica | Notas componentes            |
| ---------------- | ---------------- | ----------------- | ------ | ---------------------------- |
| Dó♯ maior        | Lá♯ menor        | 7♯                | Sol♯   | Sol♯ Lá♯ Si♯ Dó♯ Ré♯ Mi♯ Fá♯ |
| Fá♯ maior        | Ré♯ menor        | 6♯                | Dó♯    | Dó♯ Ré♯ Mi♯ Fá♯ Sol♯ Lá♯ Si  |
| Si maior         | Sol♯ menor       | 5♯                | Fá♯    | Fá♯ Sol♯ Lá♯ Si Dó♯ Ré♯ Mi   |
| Mi maior         | Dó♯ menor        | 4♯                | Si     | Si Dó♯ Ré♯ Mi Fá♯ Sol♯ Lá    |
| Lá maior         | Fá♯ menor        | 3♯                | Mi     | Mi Fá♯ Sol♯ Lá Si Dó♯ Ré     |
| Ré maior         | Si menor         | 2♯                | Lá     | Lá Si Dó♯ Ré Mi Fá♯ Sol      |
| Sol maior        | Mi menor         | 1♯                | Ré     | Ré Mi Fá♯ Sol Lá Si Dó       |
| Dó maior         | Lá menor         | –                 | Sol    | Sol Lá Si Dó Ré Mi Fá        |
| Fá maior         | Ré menor         | 1♭                | Dó     | Dó Ré Mi Fá Sol Lá Si♭       |
| Si♭ maior        | Sol menor        | 2♭                | Fá     | Fá Sol Lá Si♭ Dó Ré Mi♭      |
| Mi♭ maior        | Dó menor         | 3♭                | Si♭    | Si♭ Dó Ré Mi♭ Fá Sol Lá♭     |
| Lá♭ maior        | Fá menor         | 4♭                | Mi♭    | Mi♭ Fá Sol Lá♭ Si♭ Dó Ré♭    |
| Ré♭ maior        | Si♭ menor        | 5♭                | Lá♭    | Lá♭ Si♭ Dó Ré♭ Mi♭ Fá Sol♭   |
| Sol♭ maior       | Mi♭ menor        | 6♭                | Ré♭    | Ré♭ Mi♭ Fá Sol♭ Lá♭ Si♭ Dó♭  |
| Dó♭ maior        | Lá♭ menor        | 7♭                | Sol♭   | Sol♭ Lá♭ Si♭ Dó♭ Ré♭ Mi♭ Fá♭ |